# Ulsterský odpor

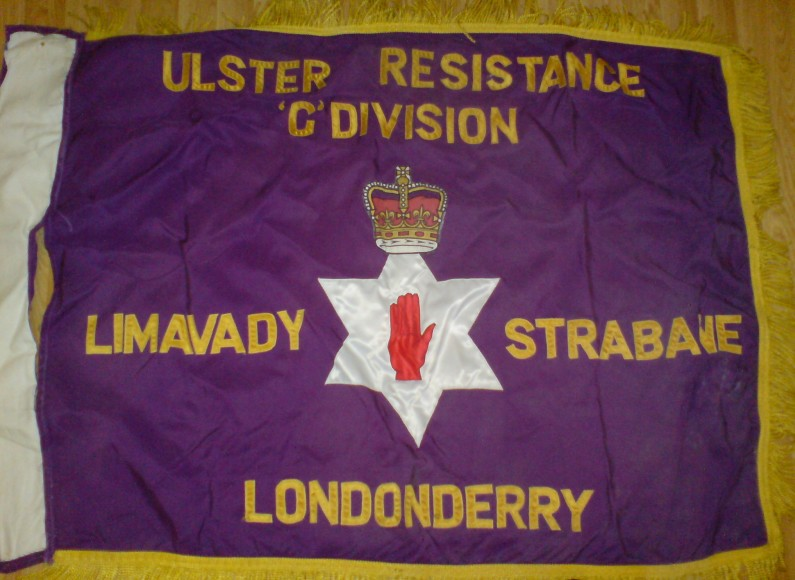
Vlajka Ulsterského odporu Divize C

Ulsterský odpor (anglicky Ulster Resistance zkr. UR) nebo Ulsterské hnutí odporu (anglicky Ulster Resistance Movement zkr. URM) je loajalistické polovojenské hnutí, které bylo založeno 10. listopadu 1986 jako odpověď na britsko-irskou dohodu.

## Počátky
Hnutí začalo působit během třítisícového shromáždění v koncertní síni Ulster Hall v Belfastu. Shromáždění předsedal člen Demokratické unionistické strany Sammy Wilson spolu se stranickými kolegy Ianem Paisleyem, Peterem Robinsonem a Ivanem Fosterem. Na pódiu tehdy byl také předseda Ulsterských klubů Allan Wright. Na toto shromáždění navázala další setkání po celém Severním Irsku.
Na shromáždění v městě Enniskillen Peter Robinson oznámil: "Tisíce lidí se k hnutí již připojily a trvá úkol vytvořit z nich účinnou sílu. Ulsterský odpor ukázal, že příprava již začala a důstojníci z devíti divizí již začali plnit své povinnosti."
Nepodařilo se získat tolik příznivců, aby šlo o masové členství, ale ve venkovských oblastech, jako je hrabství Armagh, byly založeny aktivní skupiny a získaly si podporu venkovských konzervativních protestantů.